# Itarumã
Itarumã är en kommun i Brasilien.   Den ligger i delstaten Goiás, i den södra delen av landet, 500 km sydväst om huvudstaden Brasília. Antalet invånare är 6 298.
Omgivningarna runt Itarumã är huvudsakligen savann. Trakten runt Itarumã är nära nog obefolkad, med mindre än två invånare per kvadratkilometer.